# Municipio de Twist
Twist Township era una subdivisión territorial del condado de Cross, Arkansas, Estados Unidos. Según el censo de 2020, en ese momento tenía una población de 13 habitantes.
Tiene un código de clase X0, que implica que ha sido disuelta por la Oficina del Censo.
Era una subdivisión exclusivamente geográfica, por cuanto el estado de Arkansas no utiliza la herramienta de los townships como Gobiernos municipales.

## Geografía
La subdivisión estaba ubicada en las coordenadas 35°23′51″N 90°31′11″O / 35.39750, -90.51972. Según la Oficina del Censo de los Estados Unidos, tenía una superficie total de 35.59 km², de la cual 34.58 km² correspondían a tierra firme y 1.01 km² estaban cubiertos de agua.

## Demografía
Según el censo de 2020, en ese momento había 13 personas residiendo en la zona. La densidad de población era de 0.38 hab./km². El 69.23 % de los habitantes eran blancos y el 30.77 % eran afroamericanos. No había hispanos o latinos viviendo en la región.